# Президент на Намибия
В Намибия президентът се избира в съответствие с Конституцията от 21 март 1990 г. и се нарича държавен глава на Парламентарна република Намибия. Президентът на страната назначава председателя на Народното събрание и министър-председателя като глава на правителството.

## Списък с президенти наНамибия
| Държавен глава на Парламентарна Република Намибия |                    |           |                           |                   |        |
| №                                                 | Име                | Роден     | Управление                | Брой на мандатите | Партия |
| 1                                                 | Сам Нуйома         | 1929-2025 | 21 март 1990–21 март 2005 | 3                 | СУАПО  |
| 2                                                 | Хификепуне Похамба | * 1935    | от 21 март 2005           | 1                 | СУАПО  |

## Съкращения
- СУАПО (SWAPO) – Народна организация на Югозападна Африка (South-West Africa’s Peoples Organization)